# 고영완
고영완(高永完, 1914년~1991년 8월 6일)은 대한민국의 정치인이다. 제2·5대 국회의원을 지냈다.

## 학력
- 일본 도쿄 센슈 대학교 법학과 학사 졸업(1937년)
- 대한민국 국방대학교 행정학사 1기(1956년)

## 약력
- 전라남도 장흥군수
- 제2대, 제5대 국회의원

## 기타
- 장흥 고영완 가옥: 장흥군 장흥읍 평화리 89번지에 있는 고영완의 자택은 1988년에 전라남도 지방문화재 161호로 지정되었다.

## 역대 선거 결과
|  | 35.53% |

|  | 37.29% |

|  | 35.84% |

|  | 44.17% |

|  | 56.80% |

|  | 36.50% |

## 참고 자료
- 《대한민국 의정총람》, 국회의원총람발간위원회, 1994년
- 고영완 - 대한민국헌정회